# Geminiano Montanari

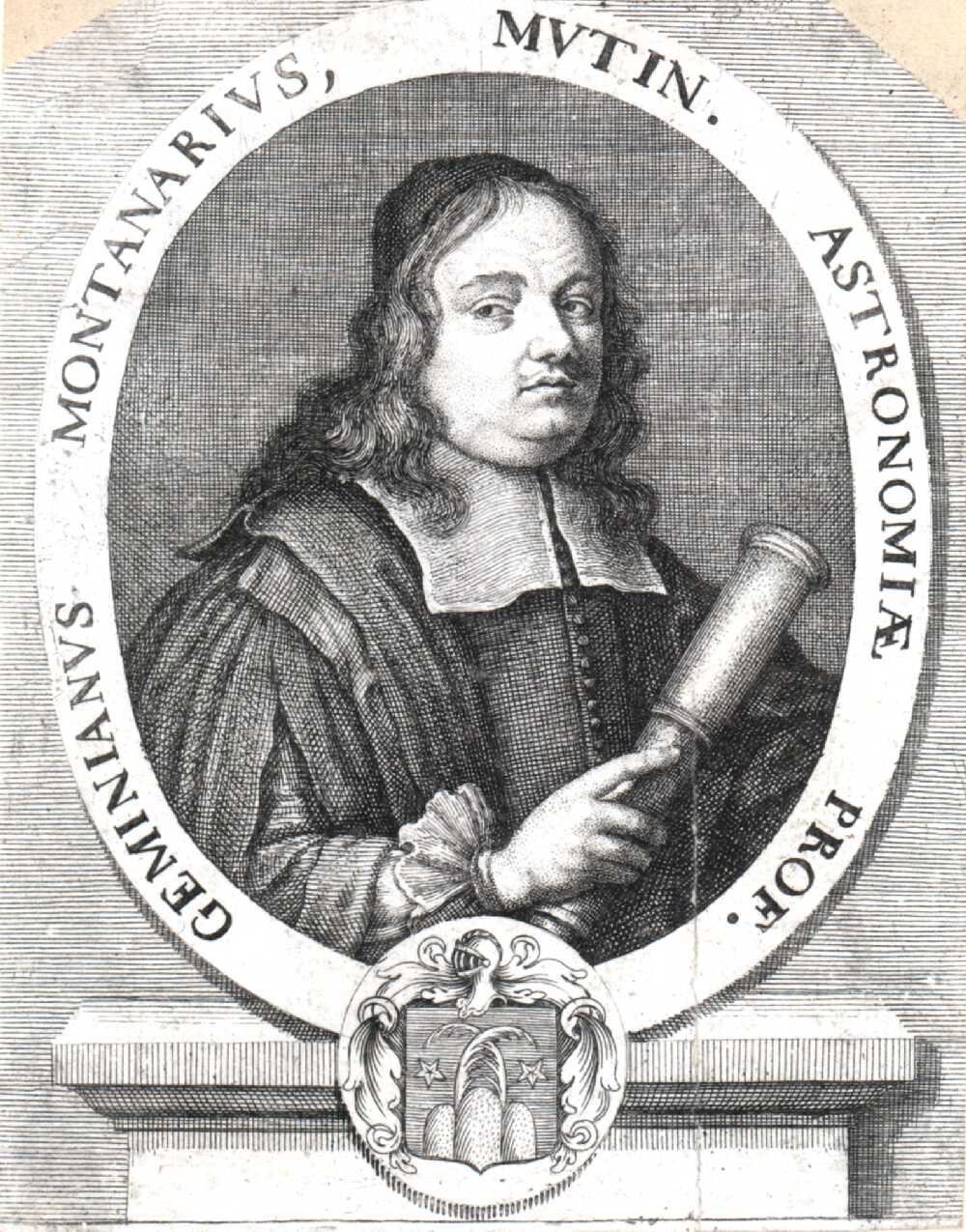
Geminiano Montanari

Geminiano Montanari (* 1. Juni 1633 in Modena; † 13. Oktober 1687) war ein italienischer Astronom, Mathematiker, Linsenschleifer und Befürworter des experimentellen Ansatzes in der Wissenschaft.
Montanari studierte Rechtswissenschaften in Florenz und machte später an der Universität Salzburg seinen Abschluss. 1662 oder 1663 zog er nach Bologna. Dort erstellte er eine genaue Mondkarte, wobei er ein selbstgebautes Messokular benutzte.
Er machte auch Beobachtungen zur Kapillarität und zu Problemen der Statik und schlug vor, dass die Viskosität von Flüssigkeiten von der Gestalt ihrer Moleküle abhänge.
Bekannt wurde Montanari durch eine Beobachtung, die er um 1667 machte. Er stellte fest, dass sich die Helligkeit von Algol, dem zweithellsten Stern im Sternbild Perseus, periodisch verändert. Dieses Phänomen war schon vorher beobachtet worden, aber Montanari war der erste namentlich bekannte Astronom, der darüber Aufzeichnungen anfertigte.

Die Namen des Sterns im Arabischen, Hebräischen und anderen Sprachen haben alle die Bedeutung von Monstrum oder Dämon (arabisch: Al Ghul), was darauf hinweist, dass die Helligkeitsveränderungen des Sterns schon lange bekannt waren.
1669 wurde Montanari Nachfolger Giovanni Domenico Cassinis als Astronomielehrer am Observatorium von Panzano in der Nähe von Modena. Dort war es eine seiner Aufgaben, einen astronomischen Almanach zu erarbeiten.
Am 21. März 1676 schrieb er an Edmund Halley, dass er einen Kometen gesichtet habe.
1679 nahm Montanari eine Lehrtätigkeit in Padua auf. Fast alle Aufzeichnungen aus dieser Zeit sind verloren gegangen. Ein Brief von 1682 ist erhalten, worin er von der Beobachtung des Halleyschen Kometen schreibt. Er schrieb auch über die Wirtschaft und machte Bemerkungen über das Münzwesen und verfasste mehrere Arbeiten über den Wert des Geldes (1683).
Zu seinem Gedenken wurde der Mondkrater Montanari und der Asteroid (8421) Montanari nach ihm benannt.

## Veröffentlichungen

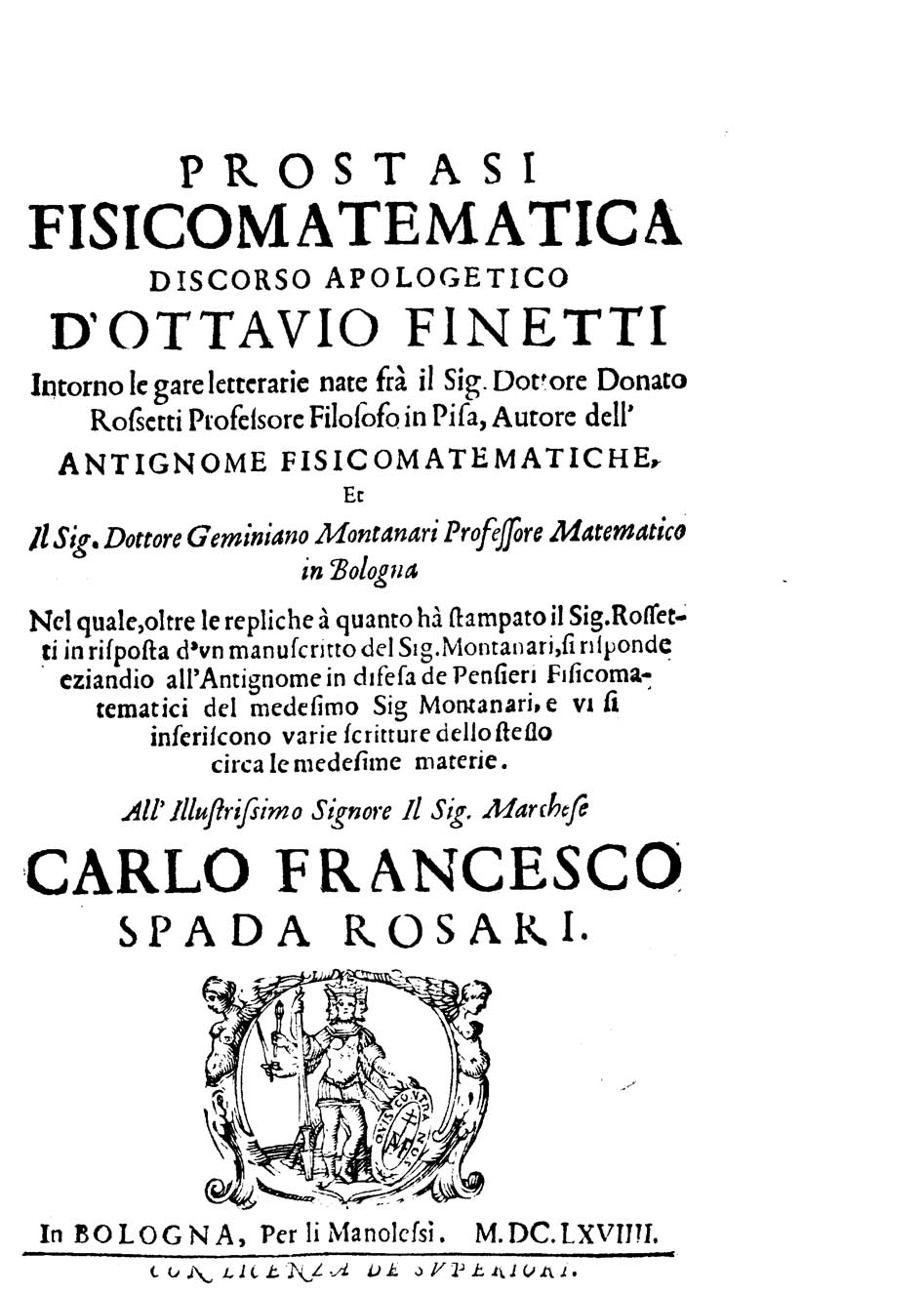
Prostasi fisicomatematica, 1669

- De motionibus naturalibus a gravitate pendentibus (1667)
- Pensieri fisico-matematici (1667)
- La Livella Diottrica (The Spirit Level) (1674)
- Trattato mercantile delle monete (1680)